# Acalyptris psammophricta
Acalyptris psammophricta är en fjärilsart som beskrevs av Edward Meyrick 1921. Acalyptris psammophricta ingår i släktet Acalyptris och familjen dvärgmalar. Inga underarter finns listade i Catalogue of Life.